# Observationsskole
Observationsskoler er en skoleform, som opstod i kølvandet på velfærdsstatens opbygning. Skolerne skulle tilbyde et kortvarigt kostskoleophold for børn, der af forskellige årsager havde vanskeligt ved at passe ind i det allerede etablerede skolesystem. Et ophold skulle typisk vare 3-4 måneder. Snart efter blev man klar over, at opholdene skulle blive væsentligt længere, og derfor blev et ophold normalt af en varighed på 1-2 år.
Typisk valgte kommunerne at anbringe skolerne uden for deres egen kommune. Derfor er listen nedenunder anført med beliggenhed og driftkommune.

## Observationsskoler i Danmark
- Skolen ved Høve Strand, 1951-2000, 4550 Asnæs, Frederiksberg Kommune
- Observationsskolen i Veddinge, 4540 Fårevejle, 1970-1992, Rødovre, Hvidovre og Tårnby Kommuner
- Observationsskolen Bøgestrøm skole, 4720, 1971-, Præstø, Gladsaxe Kommune

- Harløse Skole, Frederiksborg Amts Observationsskole (mangler detaljer)
- Bøgelundskolen i Middelfart (mangler detaljer)
- Observationskolonien Kallehave Strand, Kalvehave Havnevej 2 4771 Kalvehave, 1917-1992 (mangler detaljer)
- Hygum Kostskole, Påkærvej 3, 7620 Lemvig. Ringkøbing Amt. Aktiv 1970-1988.